# Go Out
Singles de Blur
Under the Westway There Are Too Many of Us
Go Out est un titre du groupe anglais Blur. C'est le premier single extrait de l'album The Magic Whip. Le clip est mis en ligne sur YouTube le 19 février 2015.

## Membres
- Damon Albarn - voix
- Graham Coxon - guitare
- Alex James - basse
- Dave Rowntree - batterie